# Lore Frisch
Lore Frisch (Schwindegg, 4 de mayo de 1925-Potsdam, 6 de julio de 1962) fue una actriz alemana. Conocida por Meine Frau macht Musik (1958), Das Tor zum Paradies (1949) y Zar und Zimmermann (1956). Murió el 6 de julio de 1962 en la República Democrática Alemana.

## Biografía
Eleonora Frisch nació el 4 de mayo de 1925, hija de un maestro pintor en Schwindegg, Baviera. Cuando era niña, disfrutaba jugando con el enorme teatro de marionetas de su padre y también tomó lecciones de ballet durante sus años escolares. Después de ver a Marlene Dietrich en El ángel azul cuando todavía era menor de edad, decidió convertirse en “actriz de cine”. Sin que sus padres lo supieran, hizo su “debut como mímica” en el teatro de un granjero de Bad Reichenhall (Frisch a Horst Beseler, 1956). Sin embargo, es rechazada durante el examen de aptitud en una escuela de teatro debido a su dialecto bávaro.

## Trayectoria
Al final de la Segunda Guerra Mundial trabajó como enfermera en Frisia Oriental. Allí conoce a un grupo de actores desempleados que se han unido bajo el nombre de “Ostfriesische Kammerspiele Leer”. Ella es utilizada como apuntadora en una representación de la comedia “Ingeborg” de Curt Goetz. Pronto también ayudará a coser disfraces y pintar decorados. En el teatro, que en 1948 pasó a llamarse “Ostfriesische Landesbühne”, pudo interpretar sus primeros papeles importantes: Gretchen en “Fausto” de Goethe, Minna von Barnhelm y Amalia en “Los ladrones” de Schiller. De regreso a su tierra natal, Baviera, actúa en Ingolstadt y se convierte en locutora de radio. Asistió a la escuela de interpretación del Teatro de Múnich, donde recibió clases del director y director artístico Martin Hellberg, y asumió papeles menores en el Volkstheater y el Staatstheater. Después de que Hellberg se mudara a la RDA en 1949, al principio no encontró nuevos trabajos en el teatro y trabajó temporalmente como taquígrafa, empaquetadora y enfermera.
Frisch apareció en más de 17 películas. La primera película, titulada "La extraña historia de Brandner Kaspar", data de 1949. La última producción, "Luna de miel sin marido (TV)", se rodó en 1961. Lore Frisch dirigió 17 películas en la RDA en 13 años. Esto corresponde a 1,31 películas al año. Frisch trabajó con más de 85 actores conocidos en más de 17 películas. Frisch actuó con mayor frecuencia en televisión y en el cine con Werner Lierck, Nico Turoff y Hans Klering.
Lore Frisch vivió en la RDA desde 1959. Murió por suicidio el 6 de julio de 1962, a la edad de 37 años.

## Filmografía seleccionada
- Der weißblaue Löwe (1952)
- Junges Herz voll Liebe (1953)
- 52 Weeks Make A Year (1955)
- The Czar and the Carpenter (1956)
- The Dress (1961)

## Teatro
- 1956: Jean-Paul Sartre: Nekrassow (Journalistin) – Regie: Fritz Wisten (Volksbühne Berlin)

## Obras radiofónicas
- 1956: Béla Balázs: Wolfgang Amadeus Mozart (Konstanze) – Regie: Joachim Witte (Hörspiel – Rundfunk der DDR)
- 1958: Georg Queri: Matheis bricht's Eis (Stasi, Enkelin) – Regie: Arnulf Schröder (Hörspiel – Bayerischer Rundfunk)
- 1962: Günter Koch: Mord auf Bestellung – Regie: Hans Knötzsch (Hörspiel – Rundfunk der DDR)

## Literatura
- Ralf Schenk: Lore Frisch – Schauspielerin. In: CineGraph – Lexikon zum deutschsprachigen Film, Lg. 30 (1998)